# Republic F-84 Thunderjet
Pour les articles homonymes, voir F84.
Le Republic F-84 Thunderjet est un chasseur-bombardier à réaction construit par la firme américaine Republic Aviation Company à la fin des années 1940, et construit à plus de 7 000 exemplaires. Initialement destiné à l'USAF, il a été fourni en grandes quantités aux forces aériennes des pays de l'OTAN, dans le cadre du Military Assistance Program (MAP).
À partir du modèle de base, doté d'une aile droite et d'une entrée d'air frontale, deux versions très différentes ont été conçues : le F-84F Thunderstreak avec des ailes en flèche, et le RF-84F Thunderflash de reconnaissance avec des ailes en flèche, un nez fermé contenant des caméras, et des entrées d'air déplacées à la racine des ailes.

## Historique

### Le Thunderjet
En 1944, une équipe de la Republic Aviation Company, dirigée par Alexander Kartveli, commence à travailler sur le successeur du P-47 Thunderbolt, célèbre avion de la Seconde Guerre mondiale. Elle commence par étudier une simple adaptation du P-47 équipée d'un moteur à réaction mais, finalement, conçoit un avion entièrement nouveau basé sur le réacteur General Electric TG-180. En mars 1945, l'armée américaine commande trois prototypes et 400 avions de série. En raison de la fin de la Seconde Guerre mondiale, cette commande est modifiée quelques mois plus tard en quinze avions de présérie (YP-84A) et 85 avions de production (P-84B).
Désigné XP-84A, le premier prototype fait son vol inaugural le 28 février 1946. Il sera suivi de deux autres prototypes, puis par les quinze avions de présérie, qui sont livrés à partir d'avril 1947. Quelques mois plus tard commencent les livraisons des avions de série P-84B. En mai 1948 apparaît la version P-84C, avec un turboréacteur plus puissant et un nouveau système électrique, suivie six mois plus tard par le P-84D intégrant quelques améliorations mineures. Au total, plus de 550 avions sont livrés en deux ans.
Ce calendrier relativement rapide ne doit pas faire croire que le programme se déroulait sans difficultés : aux retards de livraison du turboréacteur définitif et aux problèmes de maintenance s'ajoute rapidement le constat que la structure est trop fragile, ce qui entraîne une interdiction de vol. De plus, le moteur du P-84C manque de fiabilité. Une enquête de l'armée américaine conclut que le P-84 est inapte à remplir les missions attendues et qu'une révision majeure du programme est nécessaire. Une série de tests sont effectués début 1949 pour vérifier que les problèmes rencontrés sur les P-84B et P-84C sont bien corrigés sur la version P-84D, et aussi pour comparer le Thunderjet avec le P-80 Shooting Star. Le résultat de ces tests est heureusement satisfaisant. Un programme de modification des P-84B et C est alors lancé, avec comme objectif le renforcement des ailes et une centaine d'autres modifications.
En mai 1949 apparaît la version F-84E avec un moteur plus puissant, une structure renforcée, un radar de tir et un fuselage allongé pour agrandir le poste de pilotage. Les réservoirs en bout d'aile sont modifiés et l'avion peut emporter des réservoirs supplémentaires sous les ailes. Le système de tir est cependant peu fiable, ce qui retarde les livraisons d'un an.
La dernière version du F-84 est le F-84G, conçu comme un chasseur-bombardier capable d'emporter 1 814 kg de charge, dont éventuellement une bombe atomique. Il reçoit un moteur encore plus puissant, un pilote automatique, un système de ravitaillement en vol, une verrière renforcée et divers autres équipements. Les livraisons commencent en juin 1951 et les deux tiers des 3 000 F-84G construits sont distribués aux armées de l'air des pays de l'OTAN.

### Le Thunderstreak

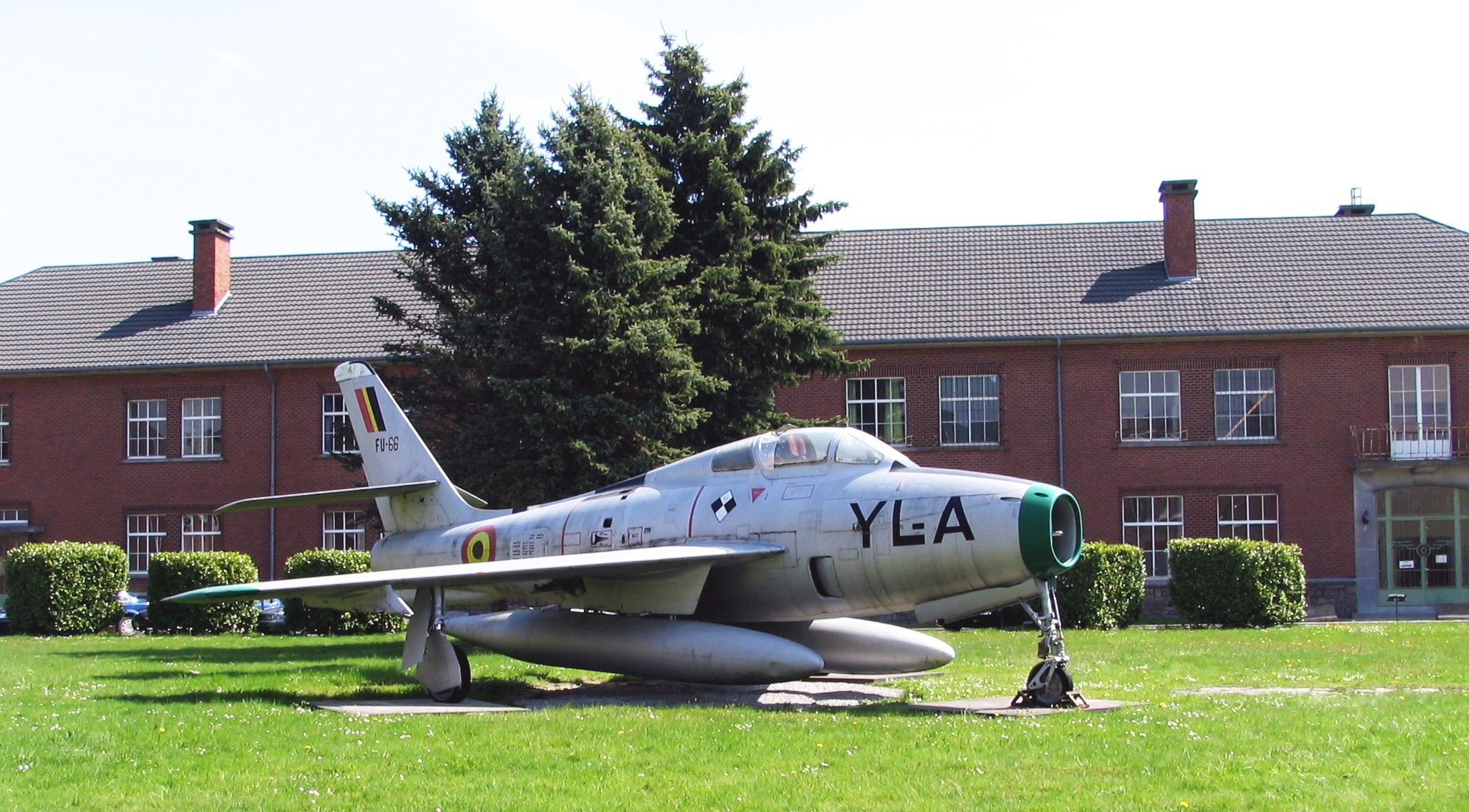
F-84F Thunderstreak de la Force aérienne belge.

Dès la fin 1949, une version du F-84 équipée d'ailes en flèches est envisagée afin d'améliorer les performances. Un F-84E est modifié et fait son premier vol en juin 1950. Si la vitesse maximale au niveau de la mer augmente de plus de 120 km/h, les performances en altitude ne sont guère supérieures. Il est donc décidé d'installer un réacteur 40 % plus puissant (le Sapphire anglais construit sous licence) ce qui oblige à agrandir le diamètre du fuselage. Deux prototypes sont construits en 1951 : le premier avec l'entrée d'air frontale habituelle, le second avec un nez plein et des entrées d'air à l'emplanture des ailes. Cette seconde formule sera finalement abandonnée car elle pose des problèmes d'alimentation en air du réacteur.
Le programme du F-84F Thunderstreak est ensuite retardé d'environ deux ans : manque de presses hydrauliques capables de fabriquer les nouvelles ailes, problèmes de mise au point du réacteur, commandes de vol inadaptées aux grandes vitesses, et diverses défaillances des systèmes ou de la cellule de l'appareil, etc. les problèmes ne manquent pas. Il faut attendre mi-1954 pour que tous ces défauts soient corrigés, à l'exception du réacteur qui ne donnera jamais totale satisfaction et restera le gros point noir du Thunderstreak, entraînant plusieurs interdictions de vol temporaires et provoquant la perte de nombreux appareils.
Alors que le F-84F devait initialement avoir plus de 50 % des composants et outils communs avec les Thunderjet à aile droite, le taux réel fut de 15 %. Des tests menés en 1954 montrent cependant que le F-84F est nettement supérieur au F-84G. Bien que relativement difficile à piloter, il s'avère très robuste. Là encore, la majeure partie des Thunderstreak produits est distribuée aux armées de l'air de l'OTAN.

### Le Thunderflash

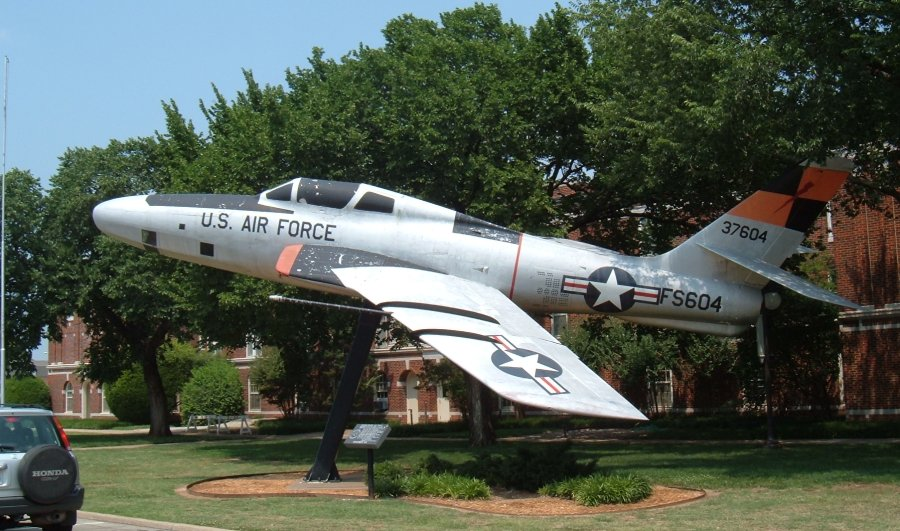
Un RF-84F Thunderflash de l'USAF

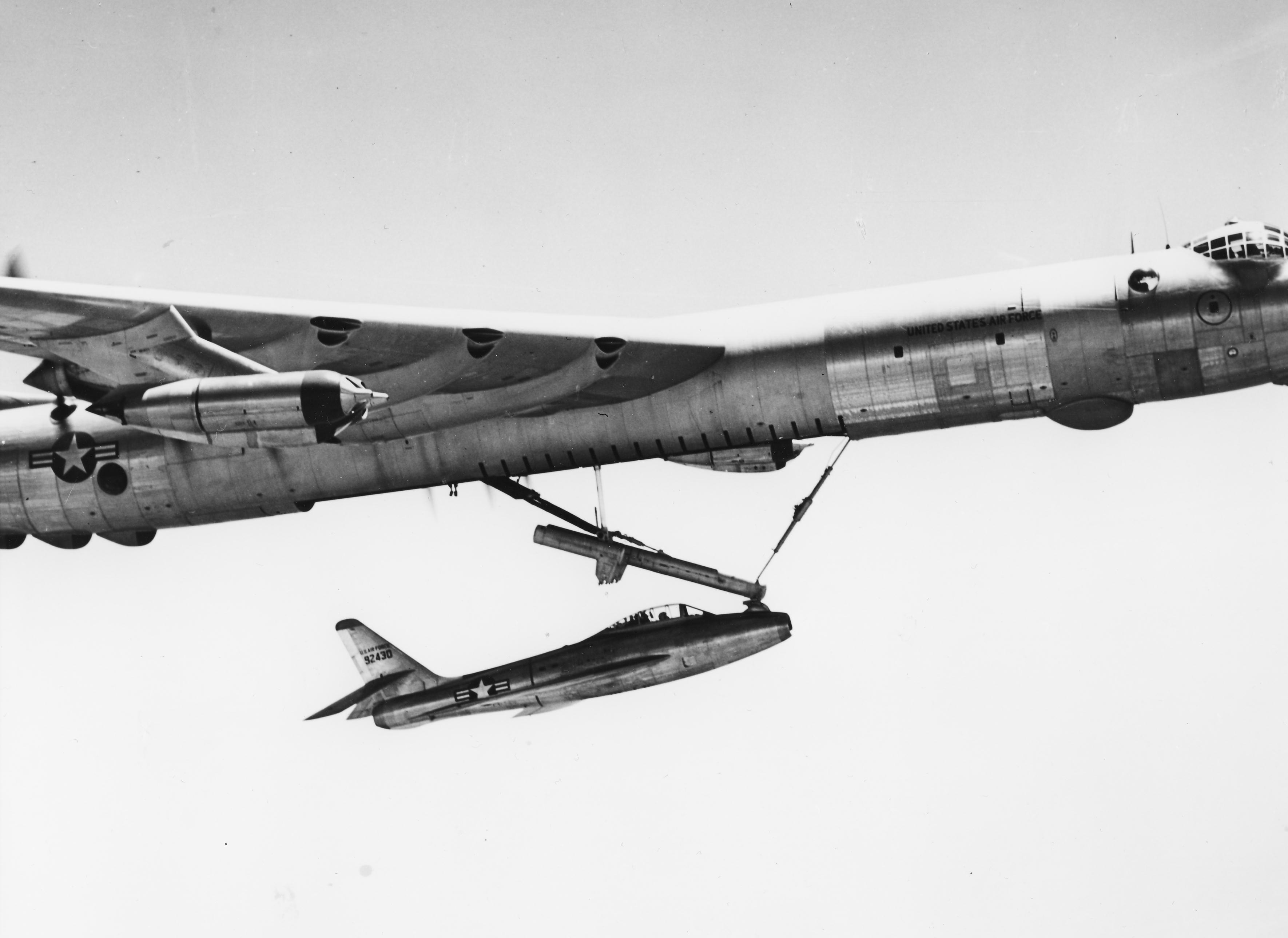
Un F-84 rejoignant un RB-36

En 1952, à la demande de l'USAF, une version de reconnaissance est développée en reprenant la formule du second prototype du F-84F, à savoir un nez fermé et des entrées d'air dans les emplantures des ailes. Ceci permet d'installer jusqu'à 6 caméras, un périscope permettant au pilote de voir les zones filmées, et surtout un système électronique de réglage automatique des caméras en fonction de la vitesse et de l'altitude.
Désignée RF-84F Thunderflash, cette version est cependant victime des mêmes problèmes que le F-84F, ce qui retarde sa mise en service. Les livraisons en quantité ne commencent qu'en 1955 et, une fois de plus, plus de la moitié des Thunderflash construits est destinée aux pays de l'OTAN. Quelques modifications sont apportées en cours de production, notamment l'installation d'un réacteur plus puissant.
En 1952 est lancé le projet FICON (FIghter CONveyor : un F-84 est accroché sous le ventre d'un avion de reconnaissance RB-36 destiné à lui fournir plus d'autonomie. Le Thunderjet doit être largué à proximité de l'objectif et venir s'y ré-accrocher une fois sa mission terminée. Les premiers essais commencent en janvier 1952 avec un F-84E, et donnent satisfaction au point que l'USAF demande fin 1953 de modifier 25 RF-84F et 10 RB-36.
Les RF-84 modifiés sont désignés RF-84K et mis en service début 1955. Le couple RF-84K/RB-36 est alors capable d'effectuer des missions de reconnaissance stratégique à très longue distance, y compris de nuit. Ces missions s'arrêtent un an plus tard, au printemps 1956.

### Projets expérimentaux

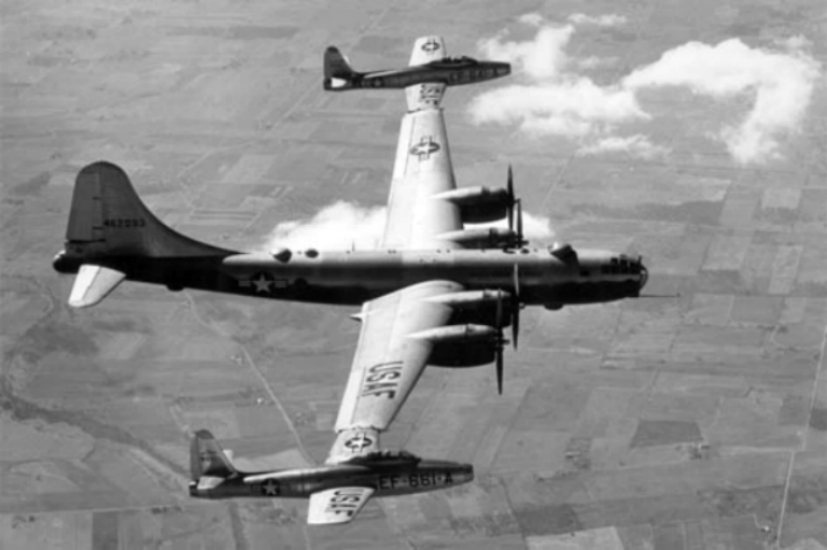
Projet Tom-Tom : un B-29 et ses 2 F-84 parasites

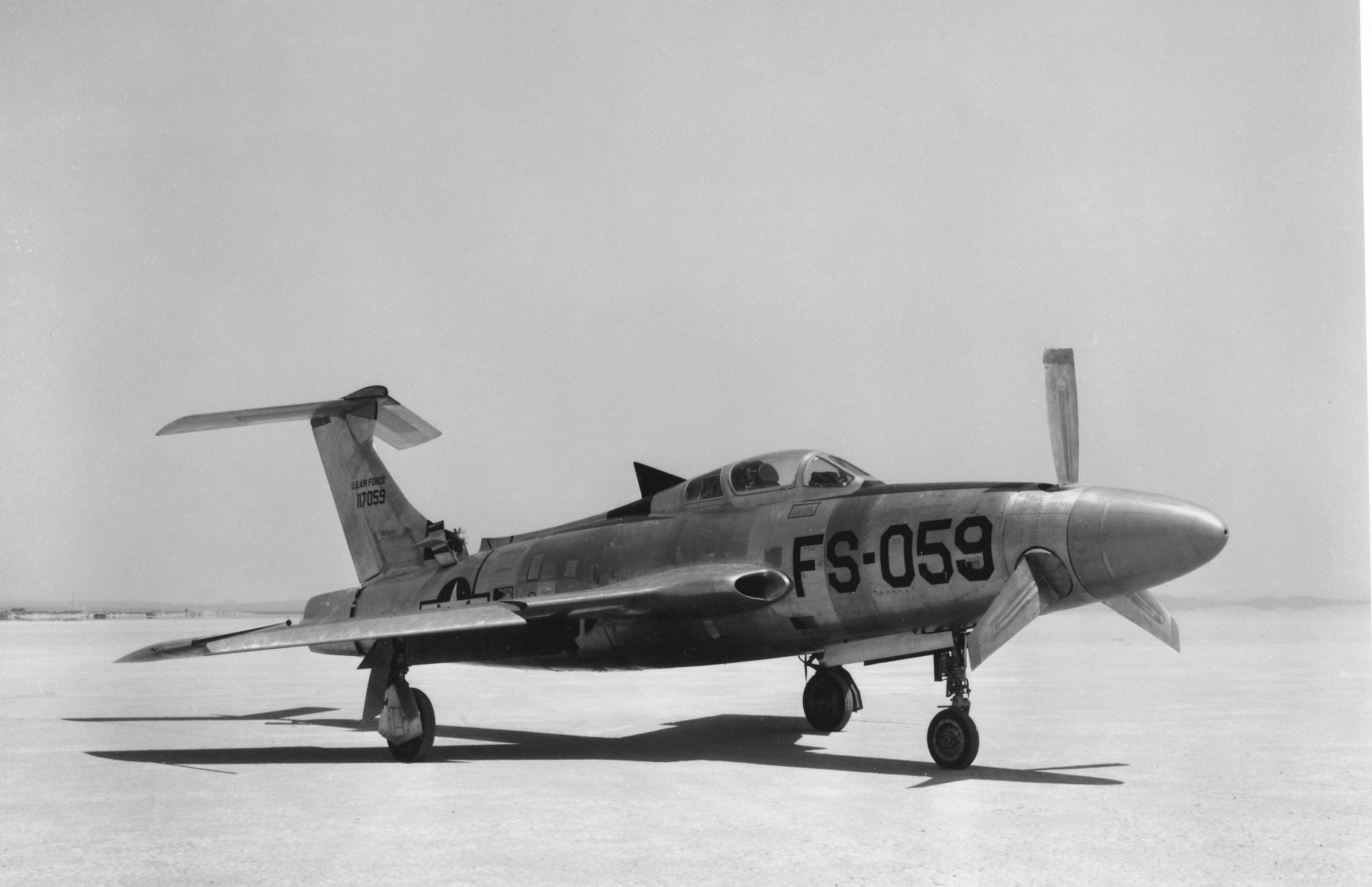
Le XF-84H

Un certain nombre de F-84 ont été modifiés dans le cadre de projets expérimentaux, qui se terminèrent tous par un échec.
Projet ZELMAL (Zero-Length Launch and Mat Landing) : l'objectif était de pouvoir se passer d'une piste d'atterrissage vulnérable aux bombardements. Pour cela, un F-84 est modifié pour décoller à l'aide d'un moteur fusée (comme un missile sol-air) et atterrir sur une sorte de matelas pneumatique. Les essais commencèrent à la fin de l'année 1953 et la première tentative d'atterrissage eut lieu le 2 juin 1954 : ce fut un échec total, conduisant à la quasi-destruction du F-84 tandis que son pilote était gravement blessé. Le projet fut abandonné avec une trentaine de vols d'essais.[réf. nécessaire]
Projet Tom Tom : ce projet est destiné à fournir une escorte à des bombardiers à long rayon d'action, alors que les premiers avions de chasse à réaction ont une autonomie très limitée. L'idée est alors de pouvoir accrocher le chasseur à l'extrémité de l'aile du bombardier pour la phase de vol normale, en lui permettant de se détacher en cas de besoin. Deux systèmes différents sont réalisés : le premier avec un bombardier B-29 et le second avec un bombardier B-36. Commencés dès 1950, les essais avec le B-29 se terminent brutalement le 22 avril 1953 avec le crash des trois avions. Les tests avec le B-36 se déroulent de mi-1952 à fin-1953, avant que le projet ne soit officiellement abandonné car jugé trop dangereux.
Le XF-84H  fut une tentative d'installer un turbopropulseur dans le nez d'un RF-84F. Deux avions furent modifiés pour recevoir un Allison XT-40-A-1, alors le plus puissant moteur de ce type, développant 5 850 ch et dont l'extrémité des pales tournait à une vitesse supérieure à la vitesse du son. Il fallut déplacer la profondeur au sommet de la dérive pour les retirer de la zone de turbulences produite par l'hélice. Le premier vol eut lieu le 22 juillet 1955 et seulement douze furent réalisés avant l'arrêt des essais : d'une part l'Allison XT-40 était si peu fiable que onze des vols se terminèrent avec un atterrissage d'urgence, d'autre part l'onde de choc produite par la rotation de l'hélice générait un bruit audible à plusieurs kilomètres et provoquait des malaises parmi le personnel au sol.
Cet appareil est parfois cité, de façon erronée, comme détenant le record de vitesse pour un avion à hélice, en fait il s'agissait d'une propulsion mixte (hélice + turboréacteur), le vrai record étant détenu par un ancien chasseur Grumman F8F Bearcat fortement modifié et équipé d'un moteur gonflé, le « Rare Bear », utilisé dans des exhibitions aériennes et des courses aériennes comme les Reno air races.
Le bang supersonique permanent de l'hélice a valu au XF-84H les surnoms peu flatteurs de « Thunderscreech » (Tonnerre grinçant) ou encore de « Mighty eardrum banger » (puissant éclateur de tympans).

## Engagements

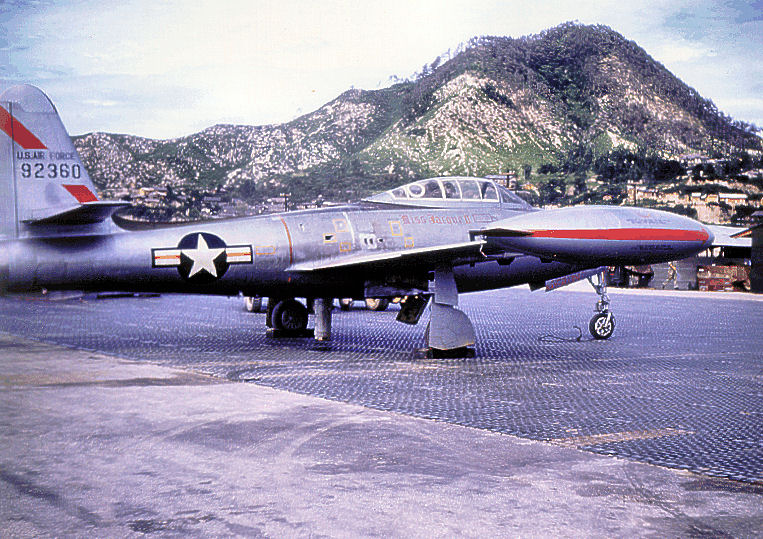
Un F-84E du 27th Fighter-Escort Group à Taegu, Corée en 1951

Le Thunderjet fut le dernier chasseur-bombardier subsonique à ailes droites à être utilisé en opérations.
Pendant la guerre de Corée, les États-Unis engagèrent d'abord le F-84 comme avion d'escorte pour protéger les bombardiers des attaques des MiG-15. Nettement surclassé par ces appareils, le Thunderjet se révéla vite inadapté à cette mission et fut alors utilisé uniquement pour l'attaque au sol, où il donna toute satisfaction. La première victoire aérienne a lieu le 21 janvier 1951 lorsque le lieutenant-colonel William E. Bertram du 27th Fighter-Escort Group abat un MiG-15 avec un F-84E, le 23 janvier, trente-trois F-84 en provenance de Taegu ont attaqué Sinuiju, provoquant une furieuse bataille aérienne d'une demi-heure avec des MiG-15 depuis l'autre côté du Yalu. Les Thunderjets ont abattu trois MiG. Environ 330 F-84 ont été perdus lors de ces opérations en Corée, dont la moitié à cause des défenses anti-aériennes.
Lors d'un incident de frontière donnant lieu à la bataille aérienne de Merklín, un F-84E de l'USAF est abattu par un MiG-15 de la Force aérienne tchécoslovaque le 10 mars 1953.
La France engagea ses F-84F pendant l'opération Mousquetaire contre l'Égypte, en 1956.
La Turquie a probablement utilisé ses F-84F lors de l'invasion du nord de Chypre, en 1974.

## Variantes
- XP-84A Thunderjet : prototypes (2 exemplaires) ;
- YP-84A Thunderjet : version de présérie (15 exemplaires) ;
- P-84B/F-84B Thunderjet : première version en production (226 exemplaires) ;
- P-84C/F-84C Thunderjet : modification du turboréacteur et du système électrique (191 exemplaires) ;
- P-84D/F-84D Thunderjet : turboréacteur plus puissant (151 exemplaires) ;
- F-84E Thunderjet : radar de tir, fuselage allongé, plus de carburant (843 exemplaires) ;
- F-84F Thunderstreak : ailes en flèches, turboréacteur plus puissant (2 711 exemplaires) ;
- RF-84F Thunderflash : version de reconnaissance photographique du F-84F (715 exemplaires) ;
- F-84G Thunderjet : turboréacteur plus puissant, pilote automatique, capacité nucléaire (3 025 exemplaires). Légèrement modifié (plus de viseur, de PA, de fixations d'armes, pods canons remplacés par le fumigène[pas clair]), il a équipé la Patrouille de France en 1953 et 1954 ;
- RF-84K Thunderflash : version du RF-84F modifiée pour pouvoir s'accrocher sous un RB-36 (25 avions modifiés). Aussi désignée RF-84K FICON.

## Pays utilisateurs

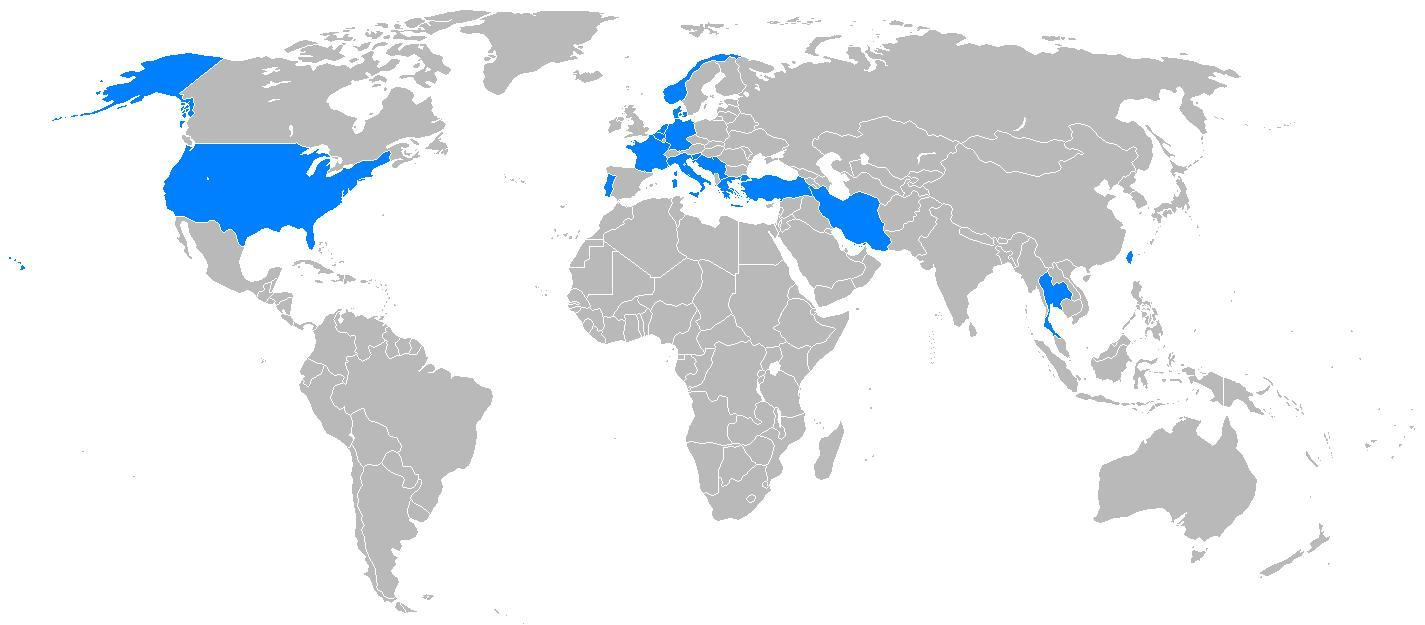
Anciens pays utilisateurs du F-84 Thunderjet

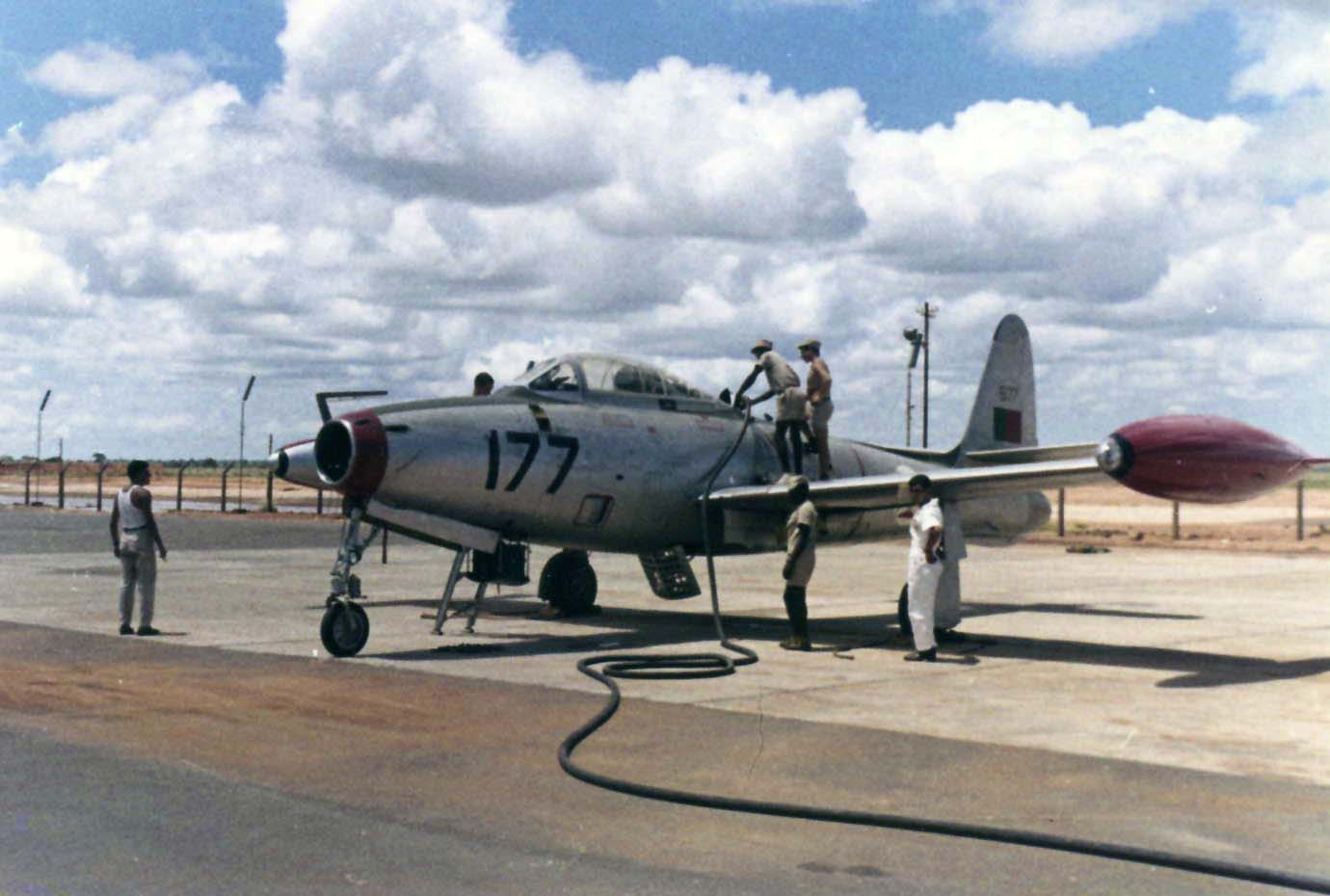
Un F-84 portugais

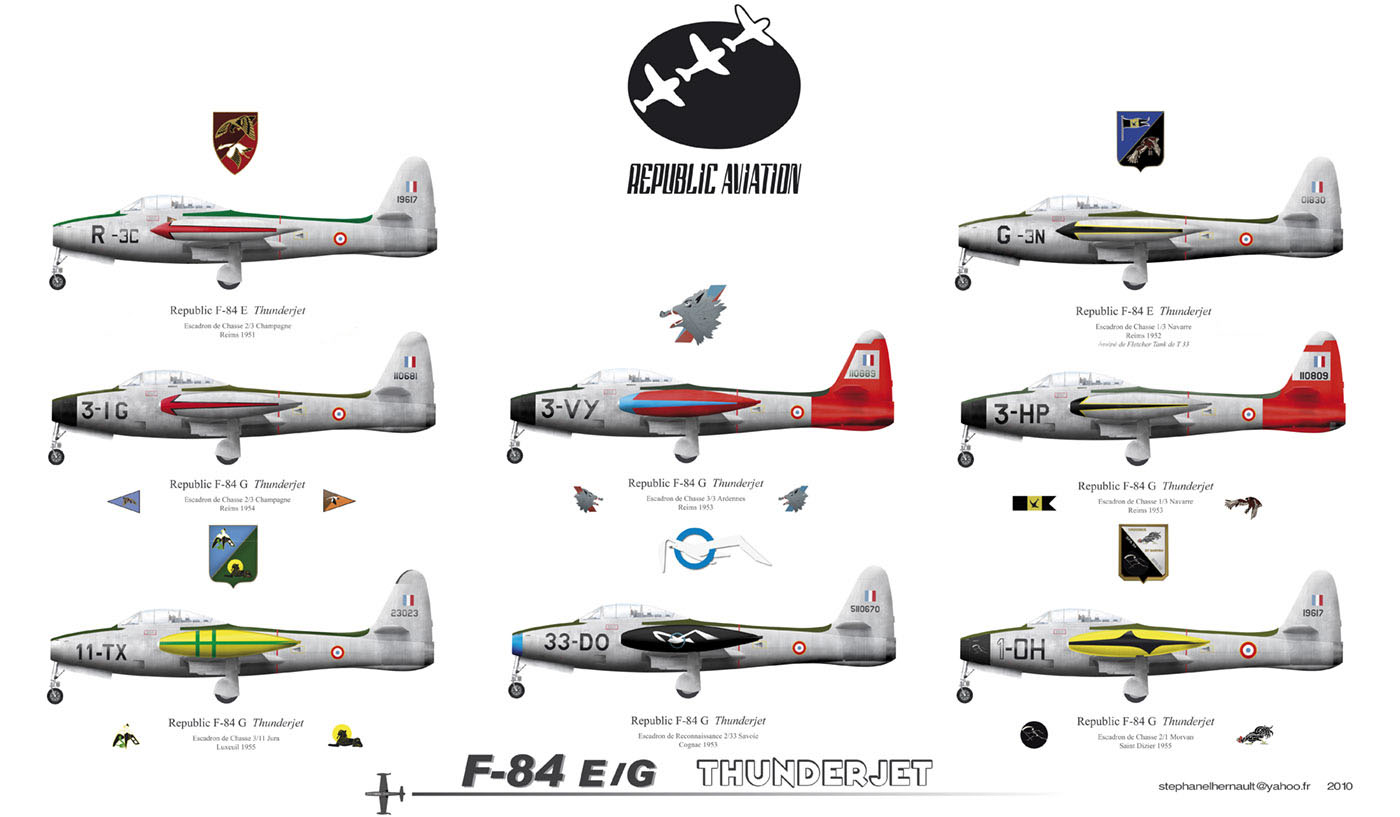
F84 E&G Thunderjet Armée de l'air 1951-1955

- États-Unis
- France
- Allemagne de l'Ouest
- Belgique
- Pays-Bas
- Norvège
- Danemark
- Portugal
- Italie
- Iran
- Grèce
- Turquie
- Yougoslavie
- Thaïlande
- Taïwan

### Développement lié
- Republic F-84F Thunderstreak
- Republic RF-84F Thunderflash
- Republic XF-91 Thunderceptor
- Republic XF-84H

### Aéronefs comparables
- Dassault Ouragan
- de Havilland Venom
- Gloster Meteor
- Grumman F9F Cougar
- Grumman F9F Panther